# 埼玉県道79号朝霞蕨線

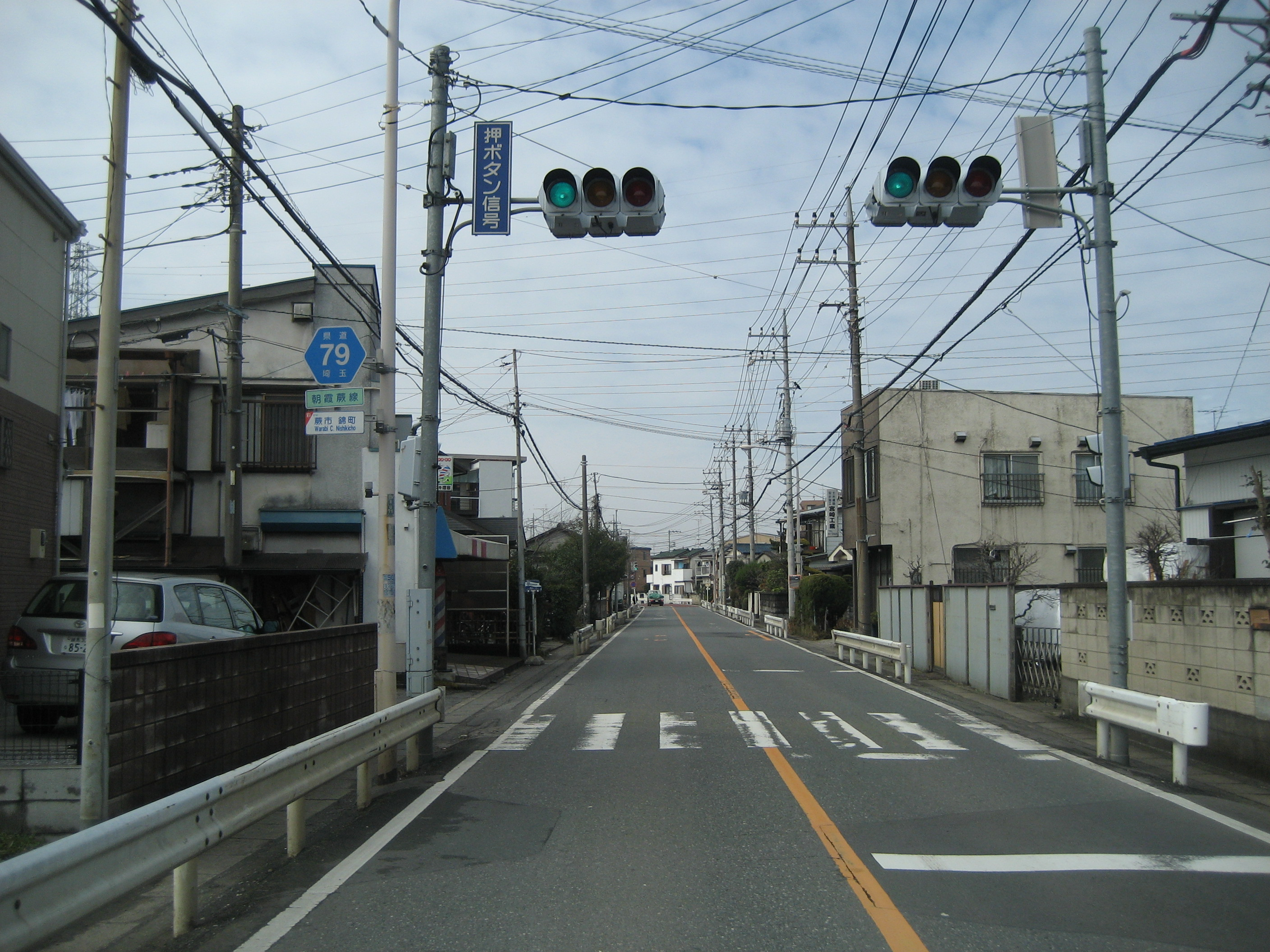
蕨市内

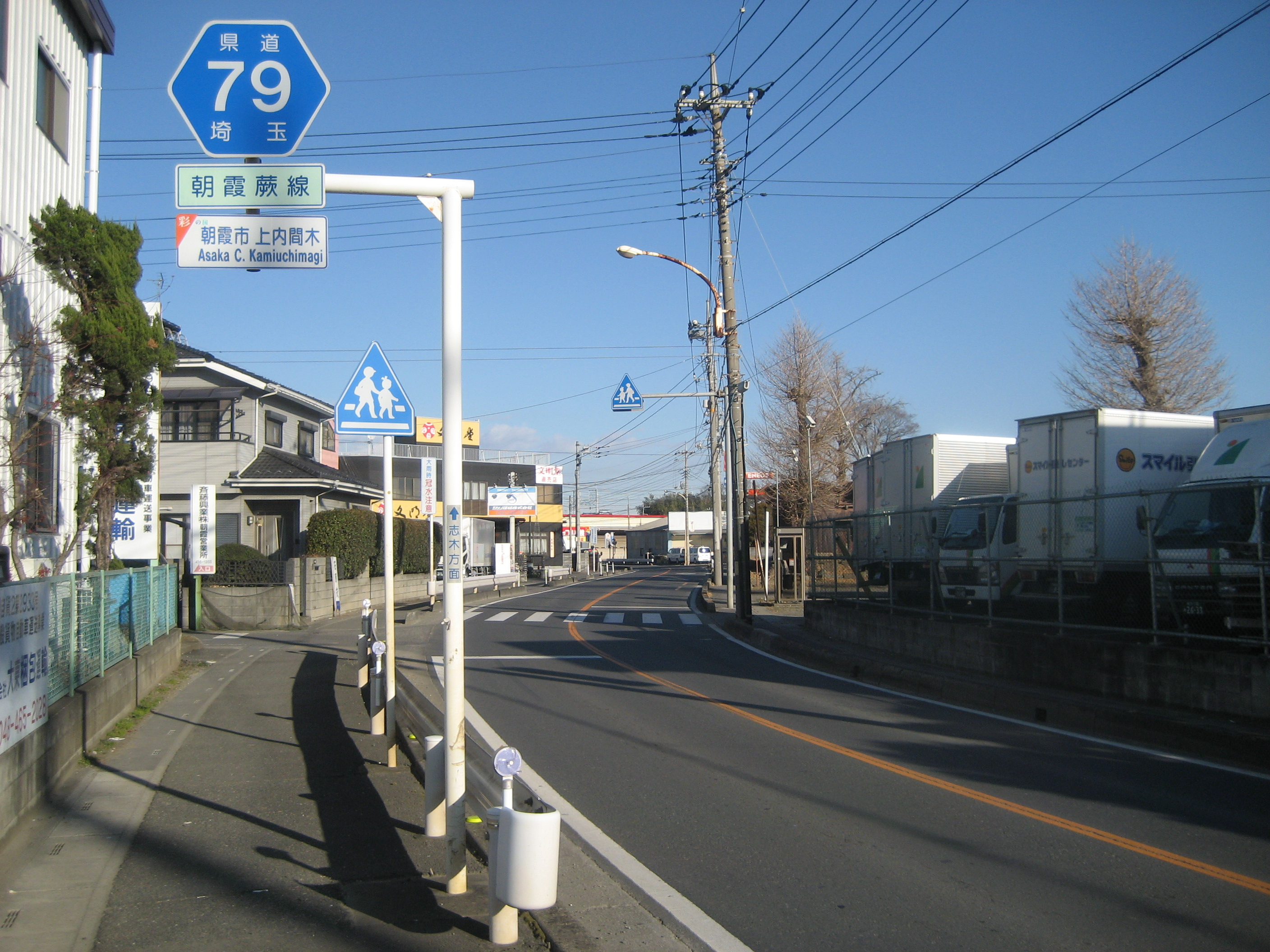
朝霞市上内間木付近

埼玉県道79号朝霞蕨線（さいたまけんどう79ごう あさかわらびせん）は、埼玉県朝霞市幸町二丁目交差点から埼玉県蕨市錦町三丁目までを結ぶ主要地方道である。
秋ヶ瀬橋交差点から田島火の見下交差点までは「志木街道」、蕨市の錦町五丁目交差点から錦町三丁目交差点までは「旧中山道」に相当する。

## 概要

### 路線データ
- 総延長：13.201km
- 起点：埼玉県朝霞市（国道254号交点、幸町二丁目交差点）
- 終点：埼玉県蕨市錦町三丁目（国道17号交点、蕨市錦町三丁目交差点）

## 路線状況

### 一般名称
- 旧川越街道：幸町二丁目交差点（朝霞市幸町・起点）- 膝折町二丁目交差点（朝霞市膝折町）
- ひざおり通り：膝折町二丁目交差点（朝霞市膝折町）- 本町一丁目交差点（朝霞市本町）
- 市役所通り：本町一丁目交差点（朝霞市本町）- 名称無し交差点（朝霞市本町・朝霞駅南口付近）
- 朝霞秋ヶ瀬通り：朝霞駅東口(北)交差点（朝霞市仲町）- 朝霞市志木市境
- 志木街道：秋ヶ瀬橋交差点（志木市下宗岡）- 田島火の見下交差点（さいたま市桜区田島）
- 旧中山道：錦町五丁目交差点（蕨市錦町）- 錦町三丁目交差点（蕨市錦町・終点）

### 重複区間
- 埼玉県道109号新座和光線（朝霞市 幸町二丁目交差点 - 朝霞市 膝折町二丁目交差点）
- 埼玉県道40号さいたま東村山線（志木市 秋ヶ瀬橋交差点 - さいたま市桜区 田島火の見下交差点）
- 埼玉県道382号早瀬さいたま線（さいたま市桜区 田島火の見下交差点 - 戸田市 美女木二丁目交差点）
- 国道298号（蕨戸田衛生センター南交差点 - 北戸田駅入口）

## 地理

### 通過する自治体
- 埼玉県
  - 朝霞市
  - 志木市
  - さいたま市（桜区、南区）
  - 戸田市
  - 蕨市

### 交差する道路
| 交差する道路                                                | 交差する道路                                                | 交差点名                 | 所在地     | 所在地 |
| ----------------------------------------------------------- | ----------------------------------------------------------- | ------------------------ | ---------- | ------ |
| 国道254号（川越街道） 埼玉県道109号新座和光線（旧川越街道） | 国道254号（川越街道） 埼玉県道109号新座和光線（旧川越街道） | 幸町二丁目               | 朝霞市     | 朝霞市 |
| 埼玉県道109号新座和光線（旧川越街道）                       | 埼玉県道109号新座和光線（旧川越街道）                       | 膝折町二丁目             | 朝霞市     | 朝霞市 |
| （城山通り）                                                | （城山通り）                                                | 本町一丁目               | 朝霞市     | 朝霞市 |
| 埼玉県道112号和光志木線（中央通り）                         | 埼玉県道112号和光志木線（中央通り）                         | 朝霞駅東口(北)           | 朝霞市     | 朝霞市 |
| （城山通り）                                                | （城山通り）                                                | 花の木                   | 朝霞市     | 朝霞市 |
| 埼玉県道266号ふじみ野朝霞線（浜崎通り）                     |                                                             | 内間木公民館前           | 朝霞市     | 朝霞市 |
|                                                             | 国道254号（和光富士見バイパス）                             | 新盛橋東                 | 朝霞市     | 朝霞市 |
| 埼玉県道40号さいたま東村山線（志木街道・いろは通り）        | 埼玉県道40号さいたま東村山線（志木街道・いろは通り）        | 秋ヶ瀬橋                 | 志木市     | 志木市 |
| 国道17号（新大宮バイパス） 首都高速埼玉大宮線               | 国道17号（新大宮バイパス） 首都高速埼玉大宮線               | 田島                     | さいたま市 | 桜区   |
| 国道17号（新大宮バイパス） 首都高速埼玉大宮線               | 国道17号（新大宮バイパス） 首都高速埼玉大宮線               | ※接続無し                | さいたま市 | 桜区   |
| 埼玉県道165号大谷本郷さいたま線                             |                                                             | 田島火の見下             | さいたま市 | 桜区   |
| 埼玉県道40号さいたま東村山線（志木街道）                    |                                                             | 田島火の見下             | さいたま市 | 桜区   |
| （田島通り）                                                | （田島通り）                                                | 四谷                     | さいたま市 | 南区   |
| -                                                           | 埼玉県道213号曲本さいたま線                                 | 曲本                     | さいたま市 | 南区   |
| 埼玉県道382号早瀬さいたま線                                 |                                                             | 美女木2丁目              | 戸田市     | 戸田市 |
| 国道298号                                                   | 国道298号                                                   | 蕨戸田衛生センター（南） | 戸田市     | 戸田市 |
| 国道298号                                                   | 国道298号                                                   | 北戸田駅入口             | 戸田市     | 戸田市 |
| 国道17号（中山道）                                          | 国道17号（中山道）                                          | 錦町三丁目               | 蕨市       | 蕨市   |

### 交差する鉄道・河川
- 東武鉄道東上本線（朝霞駅北側）
- 黒目川（笹橋）
- 新河岸川（新盛橋）
- 東日本旅客鉄道（JR東日本）武蔵野線本線（北朝霞駅・西浦和駅間）
- 荒川（秋ヶ瀬橋）
- 鴨川放水路
- 鴨川（さくら草橋）
- 武蔵野線大宮支線（西浦和駅・別所信号場間）
- 武蔵野線本線（西浦和駅・武蔵浦和駅間）
- 笹目川（中央橋）
- 東日本旅客鉄道埼京線・東北新幹線

### 沿道の主な施設
| 施設                                       | 所在地         |
| ------------------------------------------ | -------------- |
| 朝霞消防署                                 | 朝霞市         |
| 朝霞市役所                                 | 朝霞市         |
| 東武東上線朝霞駅                           | 朝霞市         |
| 秋ヶ瀬公園・さくら草公園                   | さいたま市桜区 |
| 国際興業バス戸田営業所                     | 戸田市         |
| 東京外環自動車道（戸田東インターチェンジ） | 戸田市         |
| 日本銀行戸田分館                           | 戸田市         |
| JR埼京線北戸田駅                           | 戸田市         |
| 蕨市立西小学校                             | 蕨市           |
| 蕨市立第二中学校                           | 蕨市           |